# أحمد سامح الخالدي
أحمد سامح الخالدي (1896-1951)، هو مربي وأديب فلسطيني مقدسي، ويعتبر أبا التربية الحديثة في فلسطين، وأحد كبار المربيين العرب في العصر الحديث.

## الميلاد والنشأة
ولد أحمد سامح الخالدي، عام 1896 في القدس، وتلقى دراسته الأولية في المدرسة الأمريكية (كولونية الأميركان)، والثانوية في المدرسة الإنجليزية «مدرسة المطران» في القدس. ثم سافر إلى إسطنبول والتحق بالجامعة الطبية وتخرج منها عام 1916 حاملا شهادة الصيدلة والكيمياء، ثم دخل للجامعة الأمريكية في بيروت وتخرج منها بشهادة البكالوريوس في العلوم وأستاذ في التربية، خدم في صفوف الجيش العثماني في أواخر الحرب العالمية الأولى، ثم عاد إلى فلسطين بعد انتهاء الحرب ودخول القوات البريطانية إليها، واعتزل على أثر ذلك مهنة الصيدلة. عيّنته إدارة المعارف عام 1919 مفتشًاً للمعارف للوائي يافا وغزة حتى عام 1923 حيث رقي إلى درجة مفتش معارف عام في إدارة المعارف في القدس. ونال درجة (الماجستير) في التربية. وفي ربيع 1925 وصل اللورد بلفور صاحب الوعد المشؤوم إلى القدس ليدشن الجامعة العبرية، فأضربت المدارس وكانت دار المعلمين في طليعتها فغض الدكتور خليل طوطح ـ مديرها عهد ذاك ـ الطرف عن تهدئة الإضراب، واستقال من منصبه، فاختارت إدارة المعارف العامة الأستاذ أحمد سامح الخالدي مديرًا لتلك الدار ومنحته بعض الصلاحيات والامتيازات وأقرت اقتراحًا تقدم به للمسؤولين هو تسمية ذلك المعهد بـ«الكلية العربية». وفي عهده تخرج عشرات من الشبان العرب المثقفين.
عُيّن في عام 1941 تقديرًا لكفاءاته مساعدًا لمدير المعارف العام، بالإضافة لإدارته «الكلية العربية»، وقد بقي يلقي على طلبتها المحاضرات في التربية وعلم النفس. ولم ينسه منصبه الرفيع هذا أبناء الشهداء الذين فقدوا آباءهم دفاعًا عن فلسطين، ومن أبرز نشاطاته تحقيقه لمشروع «اليتيم العربي»، وألف لجنة اسماها (لجنة اليتيم العربية العامة)، وأنشأ مع أعضائها معهد أبناء الشهداء في «دير عمرو ـ غربي القدس»، وهو عبارة عن مشروع نموذجي لقرية منتجة، وقد كلف المشروع حوالي 150 ألف جنيه فلسطيني تولى تنظيم جمعها بنفسه، وشغل رئيس لجنة التعليم العالي في فلسطين. بعد نكبة 1948م التي عصفت بفلسطين، هُجرَّ مع قرينته الأديبة السيدة (عنبرة سلام) وأبنائه إلى لبنان وكرس حياته لمساعدة اللاجئين الفلسطينيين ورعاية شؤون تعليم أبنائهم، فأسس في جنوب لبنان مدرسة نموذجية قريبة الشبه بمعهد «دير عمرو». وفي شهر كانون الثاني عام 1951 عُيّن في شركة (ألبان أميركان للطيران) بمثابة مدير معاون لصائب سلام.وقد كان الخالدي عضوًا في الجمعية الملكية للفنون بانكلترا، وعضو الجمعية الملكية لآسيا الوسطى في لندن.
ويحدثنا الناقد الأكاديمي الدكتور كامل السوافيري، عن مكانة (الخالدي) الأدبية فيقول: في غضون الحقبة من (1930 إلى 1948) التي تولى فيها أحمد سامح الخالدي عمادة الكلية العربية ألقى على طلبة الكلية العربية محاضراته في التربية وعلم النفس، وألف وترجم عددًا من الكتب التربوية التي تعالج طرق التدريس وأركانه، وأفضل المناهج الحديثة مما جعله الفارس المعلم في هذا الميدان الذي أطلق عليه أبو التربية الحديثة في فلسطين والعلم المشهور بين كبار المربين العرب في العصر الحديث.
وقد اهتم الخالدي بالمؤلفات الأدبية العربية القديمة، من باب خدمة قضايا وطنه وأمته العربية، وعمل على تحقيق المخطوطات من ذلك اختياره مؤلفيْن كتبهما الياقوتي في القرن الثاني عشر ـ في أثناء الحروب الصليبية ـ في طلب المساعدة للدفاع عن البلاد المقدسة ضد الغزاة الأجانب. وبدا للخالدي أن التهديد الصهيوني لفلسطين يستدعي هذه السابقة، لأن الياقوتي، كي يجعل الأرض عزيزة أكثر لدى القارئ، أبرز أهميتها الدينية وطابعها التاريخي العربي الإسلامي: وكان الخالدي يأمل من نشر هذين الكتابين أن يقويا الإحساس بالوطنية لدى من يقرأهما من العرب.

## الخالدي والتربية والتعليم
يعد الخالدي أحد آباء التربية والثقافة في فلسطين، وأحد كبار المُربيين العرب في العصر الحديث، ومن آرائه في التربية والتعليم قوله:
«لم يبق هناك من يناقش في أن اللغة الوطنية يجب أن تصبح لغة التعليم في جميع مراحله من بستان الأطفال حتى الجامعة، وليس من أمة بحاجة إلى هذه العقيدة كأمتنا التي هي في بدء نهضتها الآن، والتي لم تتح لها الظروف في القرون الأخيرة أن تسيطر على مقدرات أبنائها من الوجهة التعليمية. ولا مساحة في أن كل إصلاح اجتماعي يجب أن يبنى على أساس هذا المبدأ، فالأمة لا تحيا إلا بحياة لغتها وآدابها وثقافتها. أما ما يقال عن العقبات في هذا الصدد فتذليله أصبح ممكنًا فيها يتعلق بالتعليمين الابتدائي والثانوي ومبتدأ العالي، ولا عبرة بكلام من يدعي غير ذلك أو ينتحل الواهي من الأعذار، والثابت المقرر أنه لا يمكن للأمة أن يستقيم تفكيرها، وأن تتبوأ مكانتها بين الأمم إلا إذا تمكنت من التعبير عن أفكارها وعواطفها بلغتها الوطنية»
ومن أقواله أيضًا:
«قال ليبنتز أحد دعاة التعليم باللغة الوطنية في ألمانيا، وقد عاش هذا الفيلسوف في أواخر القرن السابع عشر، منتقدًا استعمال اللغة اللاتينية كلغة تدريس: «إن نجاح الهيئة الاجتماعية لا يتم إلا إذا أصبحت اللغة الوطنية ـ لا اللغة اللاتينية ـ لغة التدريس. ذلك لأن الأولى هي ناقلة الفكر إلى الزمن الحاضر في حين أن الثانية هي ناقلة الفكر التقليدي»، ولما أهمل العلماء لغتهم الوطنية اضطروا إلى البحث في أمور تافهة، فكتبوا وألفوا، ولكن كتاباتهم لم يتجاوز أثرها رفوف المكتبات. أما الأمة بسوادها فقد بقيت منعزلة عن هذه الجهود والأبحاث. فاللغة الوطنية الراقية الحية النامية هي كالزجاج المصقول صقلاً فائقًا، تزيد في حدة الذهن وتجعل الفكر واضحًا شفافًا. والعلاقة بين ألمانيا في ذلك القرن وحالتنا الحاضرة بينة ظاهرة، وفي هذا القول أعظم جواب لمن لا يؤمنون بأهمية التعليم باللغة الوطنية

## وفاته
أصيب أحمد سامح الخالدي في 27 سبتمبر 1951 بضعف في قلبه، وقضى نحبه بالسكتة القلبية في مصيفه ببيت مر ودفن في بيروت.

## مؤلفاته

### في التربية والتعليم
1.أدارة الصفوف، وقد اعتمد في تأليفه على كتاب بهذا العنوان للمربي (بجلي) ـ [Begley]، القدس ـ 1928.
2.أركان التدريس، (جزآن)، وقد اعتمد في تأليف معظمه على كتاب «إرشادات المعلمين» الذي نشره مجلس التعليم البريطاني، القدس ـ 1934م، طبعة ثانية: مؤسسة إبراهيم القطان، 2002.
3.رسالة اختبار الذكاء، القدس.
4.أنظمة التعليم، (جزئان)، طبع الجزء الأول عام 1933، والثاني عام 1935.

### في التاريخ
1. أهل العلم بين مصر وفلسطين، القدس ـ 1946. و"تذكر هذه الرسالة أسماء العلماء الفلسطينيين الذين تعلموا في مصر واستوطنوها أو توفوا فيها، والعلماء المصريين الذين سكنوا بيت المقدس أو الخليل أو درسوا في معاهد فلسطين، وكانت لهم بها صلة علمية. وقد كان مصدر المؤلف الرئيسي كتاب "الأنس الجليل" لمؤلفه مجير الدين الحنبلي، وغيرها. وتبين هذه الرسالة أن الصلة العلمية بين مصر وفلسطين لم تنقطع منذ القرن الأول الهجري حتى يومنا هذا».
2. رجال الحكم والإدارة في فلسطين، (من عهد الخلفاء الراشدين إلى القرن الرابع عشر الهجري)، القدس ـ 1947.
3. المعاهد المصرية في بيت المقدس، القدس ـ 1946.
4. رحلات في ديار الشام، (أدب رحلات)، يافا ـ 1946.
5. العرب والحضارة الحديثة، بيروت ـ 1951.
6. أهل العلم والحكم في ريف فلسطين، دائرة الثقافة والفنون، عمّان ـ 1968.
7. سلسلة كتب دراسات إستراتيجية، 17 عنوانًا (إعداد مشترك)، المؤسسة العربية، بيروت.
8. رحلات من دمشق إلى القدس، تقديم وإعداد وضبط: خيري الذهبي، (سلسلة: آفاق ثقافية مقدسية)، الهيئة العامة السورية للكتاب وزارة الثقافة، دمشق 2009.[6]

### رحلات من دمشق إلى القدس
أشهر كتبه «رحلات من دمشق إلى القدس»: منذ صدر الإسلام اهتم الرحالة العرب الذين وفدوا فلسطين على مر العصور بزيارة أماكنها المقدسة ومعالمها التاريخية ونالت مدينة القدس القسط الأوفر من عنايتهم، وقد دون بعضهم صفحات بالغة الأهمية عن رحلاتهم، ومن أشهر الرحلات التي قام بها أهل الشام إلى فلسطين تلك التي ذكرها الخالدي في كتابه «رحلات من دمشق إلى القدس»، وقد صدر الكتاب في طبعته الأولى في مدينة يافا عام 1946م، وأعيدت طباعته ضمن سلسلة (آفاق ثقافية مقدسية) التي أصدرتها الهيئة العامة السورية للكتاب بمناسبة اختيار القدس عاصمة الثقافة العربية لعام 2009م. قدم للطبعة الدمشقية وأعدها الأديب السوري خيري الذهبي، الذي يقول عن هذا الكتاب: في كتابنا هذا شكل جديد من أدب الرحلات والرحلات الدينية تحديدًا أي الشكل المبسط من الحج، والحج طقس موجود في الكثير من الأديان.
ويستعرض الكتاب أربع رحلات دينية من دمشق إلى بيت المقدس، قام بها في النصف الأول من القرن الثاني عشر الهجري (السابع عشر ميلادي)، ثلاثة أعلام هم، الشاعر الصوفي والمؤلف الشهير والرحالة عبد الغني النابلسي الدمشقي، وكانت رحلته من دمشق إلى بيت المقدس وما حواليها ذهابًا وإيابًا في عام (1101هـ ـ 1689م)، والشيخ مصطفى البكري الصديقي الدمشقي، وهو باحث ورحالة وتلميذ للنابلسي، قام برحلتين الأولى عام (1122هـ ـ 1710م) والثانية في (1126هـ ـ 1714م)، وأما الرحالة الثالث فهو الشيخ مصطفى أسعد اللقيمي، ولد في دمياط سنة (1105هـ ـ 1693م) ونزل دمشق وفيها توفي عام (1178هـ ـ 1764م)، وقد قام برحلته التي أسماها «سوانح الأنس برحلتي لوادي القدس» عام (1143هـ ـ 1730م)، وهو من مريدي الشيخ مصطفى البكري، وقد اجتمع به في القدس.

## جوائز وتكريمات
- يحمل أحمد سامح الخالدي وسام عضو في الإمبراطورية البريطانية.
- منح اسمه وسام القدس للثقافة والفنون والآداب من منظمة التحرير الفلسطينية في ديسمبر 1990.[7]